# Lathrisk House
Lathrisk House ist ein Herrenhaus nahe der schottischen Ortschaft Falkland in der Council Area Fife. 1984 wurde das Bauwerk als Einzeldenkmal in die schottischen Denkmallisten in der höchsten Denkmalkategorie A aufgenommen.

## Beschreibung
Am Standort von Latherisk House befand sich ein Vorgängerbauwerk, von welchem Fragmente in das im Jahre 1786 erbaute Herrenhaus integriert wurden. Latherisk House steht isoliert rund zwei Kilometer nordöstlich von Falkland.
Die ostexponierte Hauptfassade des schlicht klassizistisch ausgestalteten, zweistöckigen Latherisk House ist sieben Achsen weit. Das rundbogige Hauptportal am Fuße des Mittelrisaliten ist im Stile eines venezianischen Fensters gestaltet. Es schließt mit Kämpferfenster und Schlussstein und ist von pilastrierten Seitenfenstern flankiert. Oberhalb des Drillingsfensters schließt der Risalit mit einem Dreiecksgiebel mit Ochsenauge im Tympanum. Entlang der Fassaden sind zwölfteilige Sprossenfenster verbaut. Beiderseits des Corps de Logis schließen sich einstöckige Pavillons mit venezianischen Fenstern an. Sämtliche Gebäudeteile schließen mit schiefergedeckten Walmdächern.